# 父娘の日
父娘の日（ちちむすめのひ、英: Father–Daughter Day、国際父娘デーとも呼ばれる）は、父と娘の関係を称えるために、アメリカ合衆国で10月の第2日曜日に毎年行われる記念日。母の日と父の日とは違って、連邦政府では公式とはなっていない。

## 歴史
父娘の日は元々、スモーキー・ロビンソンが彼の6人の娘との関係を称えるために構想した。この記念日は、父親を通じて成長する若い女性を促進する。
「今日の家族は様々な種類があるが、親との関係は子供の健全な発達にとって重要であることは分かっている。特に父娘の絆はユニークで、私の心に近いものである。父と娘の関係は、若い女性の男性に対する視点と、男性に期待するものを形成している。女性の自信の確立は家庭から始まるため、父親は個人的な行動や交流を通じて健全な手本とならなければならないと私は信じている」とロビンソンは述べている。

### 祝賀
父娘の日の祝賀の例は、商業的でも無形的でもある。この日の祝賀の無形的な例としては、お互いを抱擁し、共に質の高い時間を過ごし、人生で互いの存在を称えることが挙げられる。
2017年9月、Rockabye Baby! Musicは記念日を支援するために、スモーキーロビンソンの「マイ・ガール」の子守唄版をリリースした。2017年10月、グリーティングカード会社アメリカン・グリーティングスは、父娘の日の設立を祝うために、スモーキー・ロビンソンとeカードのラインをリリースする計画を発表した。